# Младен
Младен је јужнословенско презиме, настало од корена речи "млад".
Познати људи са овим именом су:
- Младен (војвода) (?–1326), српски великаш
- Младен I Шубић († 1304), хрватски племић, члан породице Шубић из Брибира
- Младен II Шубић (1270–1343), хрватски племић, члан породице Шубић из Брибира
- Младен III Шубић (око 1315–1348), хрватски племић, члан породице Шубић из Брибира.
- Младен Долар, словеначки филозоф
- Младен Крстајић, српски фудбалер
- Младен Петрић, хрватски фудбалер
- Младен Шекуларац, црногорски кошаркаш
- Младен Џорџ Секуловић, амерички глумац најпознатији као Карл Малден
- Младен Стојановић, Србин, вођа југословенских партизана
- Младен Владојевић (?–1348), српски великаш